# Zeche Christine
Die Zeche Christine ist ein ehemaliges Steinkohlenbergwerk in Dortmund-Hacheney. Das Bergwerk war auch unter dem Namen Zeche Christina, Zeche Christine I und II oder Zeche Christiane bekannt. Die Berechtsame lag in der Nähe des heutigen Zoos.

## Geschichte

### Die Anfänge
In dem Grubenfeld der Zeche wurde bereits in der zweiten Hälfte des 18. Jahrhunderts Stollenbau betrieben. Die Zeche Christine war 1754 in Betrieb, wurde aber bereits im darauffolgenden Jahr in Fristen gesetzt. In den Jahren 1755, 1758, 1759, 1766 und 1769 war das Bergwerk nachweislich in Betrieb. Nach einer Stillstandsphase von einigen Jahren war das Bergwerk 1786 wieder in Betrieb; die Kohlenlieferung erfolgte an die Saline in Unna-Königsborn. Im Jahr 1796 wurde gemeinsam mit der Zeche Schöndelle der Stollenvortrieb wieder aufgenommen. 1800 waren die Schächte Friedrich und Wegeschacht in Betrieb.

### Die weiteren Jahre bis zur Konsolidation
Im Jahr 1805 gab es einen weiteren Vortrieb im Stollen, die Förderung erfolgte über die Schächte Gottfried, Henderich und Hoffnung. Im Jahr 1809 erfolgte die teilweise Vereinigung zur Zeche Vereinigte Christine & St. Moritz. Im Jahr 1810 war der Schacht Ernst in Betrieb. Im März desselben Jahres wurde der Betrieb eingestellt und es wurden nur Reparaturarbeiten durchgeführt. Im Dezember 1828 erfolgte die Wiederinbetriebnahme. Im Jahr 1830 waren die Schächte Wilhelm und Friedrich sowie das Lichtloch 5 in Betrieb. Das Fördervermögen lag bei 6400 preußischen Tonnen im Jahr. Ab Juli 1832 wurde das Bergwerk erneut in Fristen gesetzt. Bereits vor dem Jahr 1840 erfolgte die Konsolidation mit der Zeche Schöndelle zur Zeche Vereinigte Christine & Schöndelle. Am 2. November 1841 erfolgte dann die Konsolidation zur Zeche Crone.